# Mocarstwo

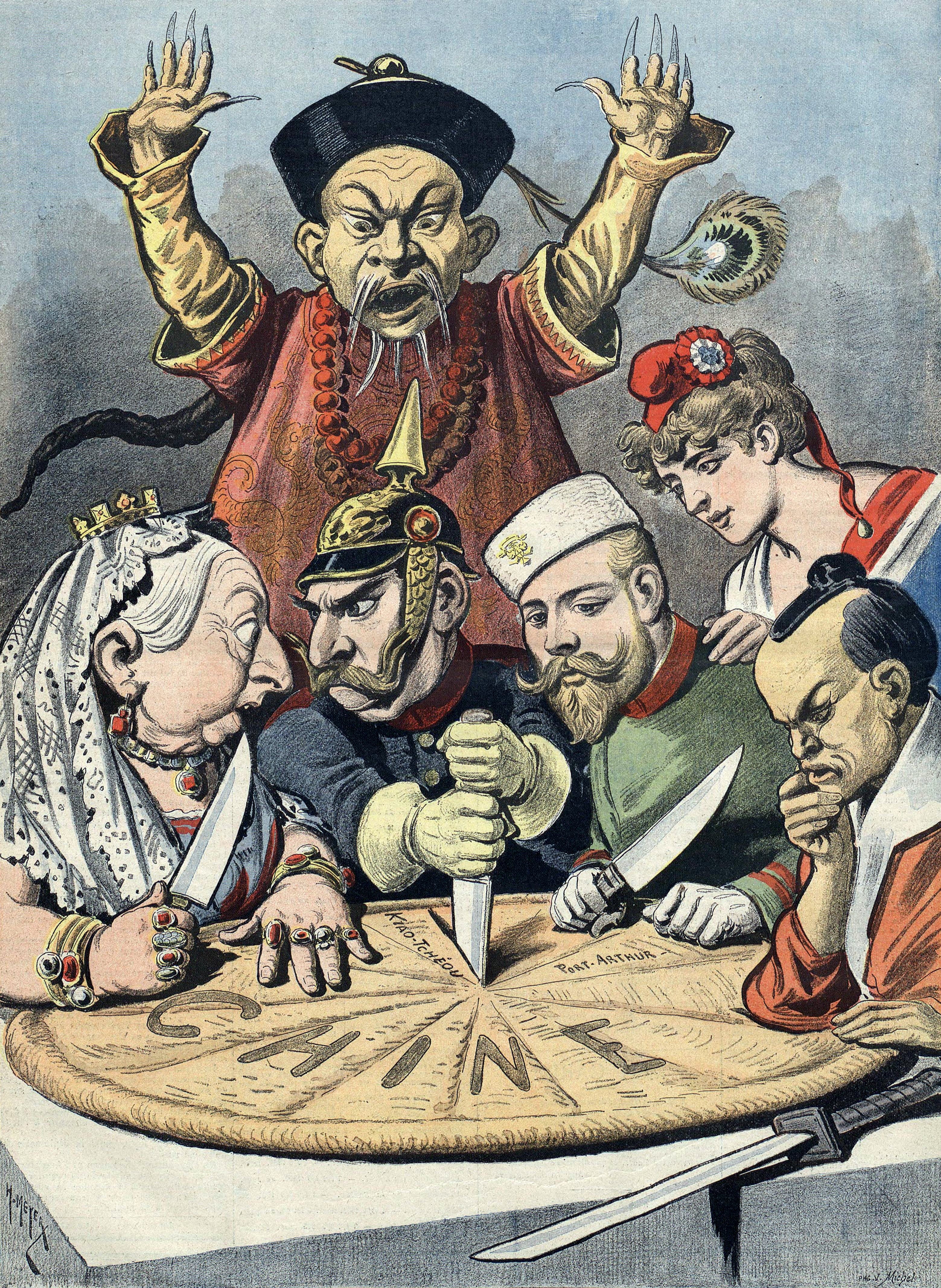
Mocarstwa europejskie dokonujące podziału stref wpływów w Chinach na karykaturze z 1898 r.

Mocarstwo – państwo, które ze względu na swój potencjał militarny oraz ekonomiczny odgrywa ważną rolę na świecie, a zarazem siłami wpływów przewyższa inne państwa, wykazuje odpowiednią rolę, kreuje w znacznym stopniu stosunki międzynarodowe we wszelkich dziedzinach, posiada znaczne możliwości wewnętrzne (militarne, ekonomiczne etc.), w obu tych sferach wyraźnie górujące nad innymi państwami.
Tytuł mocarstwa odnosi się do państwa, którego wpływy zagraniczne są często uwarunkowane decyzjami polityki międzynarodowej kraju. Do mocarstw nie są więc zaliczane państwa stosujące politykę izolacjonizmu, samowystarczalności lub szerokiej neutralności, nawet jeśli posiadają siłę militarną i ekonomiczną porównywalną do mocarstw.

## Typologia

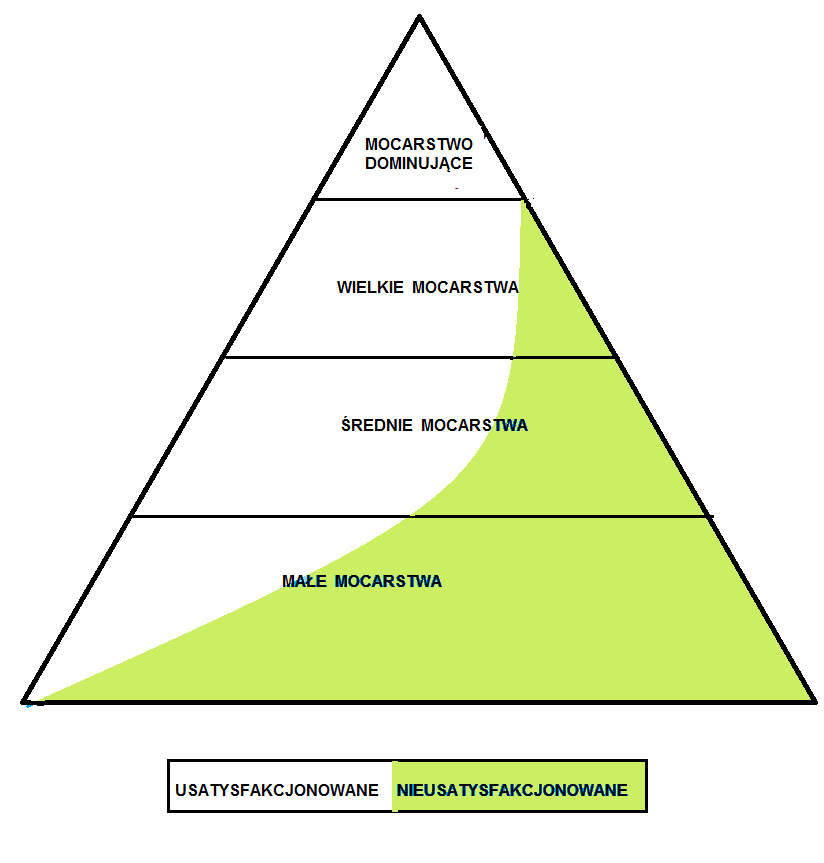
Hierarchia mocarstw w formie piramidy

Hierarchia mocarstw świata – 4 kategorie (m.in. na podstawie teorii przepływu potęgi):
- mocarstwo dominujące – posiadające znaczne wpływy globalne oraz we wszystkich dziedzinach stosunków międzynarodowych, mające przewagę nad innymi mocarstwami (hegemonia). W 1944 ten typ państw został określony mianem supermocarstwa w odniesieniu do Stanów Zjednoczonych, Związku Radzieckiego i Wielkiej Brytanii[4]; zaś po 1945 roku rzeczywistymi supermocarstwami pozostały Stany Zjednoczone i Związek Radziecki, gdyż w praktyce istnienie większej liczby supermocarstw od 2 jest niemożliwe[5].
Po 1991 roku jedynym supermocarstwem pozostały Stany Zjednoczone, przez co były określane jako hipermocarstwo.
Do grona supermocarstw zalicza się obecnie również Chiny[6] i Indie[7][8].
- wielkie mocarstwa, mocarstwa ponadregionalne – państwa mające znaczne wpływy polityczne poza własnym regionem i dążące do rozciągnięcia ich na cały świat (globalne aspiracje). Są to mocarstwa które w danym momencie nie są jeszcze w stanie rzucić wyzwania dominującemu mocarstwu, lecz z ich grona wyłoni się potencjalny rywal (ang. challenger) mocarstwa dominującego[9]. W historii świata taką rolę spełniało 9 państw: Anglia/Wielka Brytania[10], Francja, Hiszpania, Holandia, Rosja/Związek Radziecki, Stany Zjednoczone, Niemcy i Japonia[11]. Obecnie w gronie mocarstw tego typu są wymieniane: Rosja, Japonia[12], Unia Europejska (lub Niemcy)[13], Indie[14][15] i Brazylia[16][17][18].

- regionalne mocarstwa, mocarstwa lokalne, „średnie mocarstwa” – mają znaczenie dominujące w regionie, lecz niewykraczające poza region. Na tej zasadzie klasyfikuje się do tej grupy państwa takie jak: Kanada – w Ameryce Północnej, Indie i Pakistan – w Azji Południowej, Brazylia – w Ameryce Południowej, Meksyk – w Ameryce Środkowej, Włochy – w południowej Europie i basenie Morza śródziemnego, Wielka Brytania – w północnej Europie, RPA, Nigeria – w Afryce, Izrael, Iran, Arabia Saudyjska, Turcja – na Bliskim Wschodzie, Indonezja i Australia – w Azji południowo-wschodniej i Oceanii, Korea Południowa – w Azji Wschodniej[19][niewiarygodne źródło?].
- małe mocarstwa – państwa niespełniające znaczącej roli w regionie, często rywale aktualnych mocarstw regionalnych, mające jednak potencjał do budowy własnego mocarstwa regionalnego. Wymienia się tu często takie państwa jak: Argentyna, Hiszpania, Chile, Wenezuela, Egipt.

## Mocarstwa historyczne
W literaturze przedmiotu spotkać można następujące rozróżnienia między powyższymi kategoriami mocarstw w kolejnych latach:
- mocarstwa światowe (world power) – dominujące nad światem:
  - Portugalskie imperium kolonialne 1498–1580;
  - Hiszpańskie imperium kolonialne 1519–1588;
  - Niderlandy (Holandia): 1609–1688;
  - Imperium brytyjskie 1714–1792 i 1815–1945;
  - Stany Zjednoczone od 1944;
  - Związek Socjalistycznych Republik Radzieckich: 1943–1991;
  - Chińska Republika Ludowa.
- globalne (wielkie) mocarstwa nowożytne (global power) – o globalnych wpływach[20]:
  - Portugalskie imperium kolonialne: 1492–1588;
  - Hiszpańskie imperium kolonialne: 1492–1808;
  - Francja: 1494–1815; 1830-;
  - Anglia/Wielka Brytania: od 1588;
  - Niderlandy (Holandia): 1588–1784;
  - Imperium Rosyjskie: 1709–1917 i Federacja Rosyjska od 2013[21];
  - Związek Socjalistycznych Republik Radzieckich: 1922–1991;
  - Stany Zjednoczone: od 1865;
  - Niemcy: 1871–1918, 1939–1945; od 1965 (Niemcy Zachodnie);
  - Japonia: 1905–1945, od 1968;
  - Chiny: po 1990.

- nowożytne mocarstwa regionalne (regional power) – dominujące we własnym regionie:
  - Dania: 1397–1648;
  - Hiszpania: 1490–1648;
  - Francja: 1494–1945;
  - Królestwo Polskie/Rzeczpospolita Obojga Narodów: 1410–1696;
  - Anglia/Wielka Brytania: 1540–1945;
  - Austria[b]: 1515–1918;
  - Niderlandy (Holandia): 1590–1795;
  - Szwecja: 1613–1709;
  - Prusy/Niemcy: 1650–1945;
  - Włochy: 1870–1943[22];
  - Japonia: od 1875.

Witold Orłowski stosuje powyższe kategorie mocarstw i dowodzi, że w XX w. istniały następujące mocarstwa:
1. supermocarstwa (pow. 20% ogólnego potencjału świata),
2. światowe (powyżej 15% ogólnego potencjału świata): Wielka Brytania; Stany Zjednoczone; Niemcy,
3. wielkie (między 10 a 15%),
4. regionalne (między 5 a 10%)[23].

|                      | 1900                                       | 1939                                       | 2000                                               |
| -------------------- | ------------------------------------------ | ------------------------------------------ | -------------------------------------------------- |
| supermocarstwo       | –                                          | –                                          | Stany Zjednoczone, Unia Europejska                 |
| mocarstwo światowe   | Stany Zjednoczone, Wielka Brytania, Niemcy | Stany Zjednoczone, Wielka Brytania, Niemcy | –                                                  |
| wielkie mocarstwo    | Rosja, Francja                             | Związek Radziecki                          | Chiny, „Twarde jądro” UE                           |
| mocarstwo regionalne | Austro-Węgry                               | Japonia, Francja, Włochy                   | Rosja, Japonia, Indie                              |
| pozostałe            | Chiny, Włochy, Japonia, Turcja             | Chiny, Polska, Brazylia                    | Niemcy, Wielka Brytania, Francja, Brazylia, Włochy |

Główne mocarstwa świata w latach 1700–2020
| Mocarstwo                              | 1700 | 1800 | 1875 | 1910 | 1935 | 1945 | 1990 | 2020 |
| -------------------------------------- | ---- | ---- | ---- | ---- | ---- | ---- | ---- | ---- |
| Turcja                                 | X    | –    | –    | –    | –    | –    | –    | –    |
| Szwecja                                | X    | –    | –    | –    | –    | –    | –    | –    |
| Niderlandy                             | X    | –    | –    | –    | –    | –    | –    | –    |
| Hiszpania                              | X    | –    | –    | –    | –    | –    | –    | –    |
| Austria/Austro-Węgry                   | X    | X    | X    | X    | –    | –    | –    | –    |
| Francja                                | X    | X    | X    | X    | X    | –    | –    | –    |
| Wielka Brytania                        | X    | X    | X    | X    | X    | –    | –    | –    |
| Prusy/Niemcy                           | –    | X    | X    | X    | X    | –    | –    | –    |
| Rosja (I)/Związek Radziecki/Rosja (II) | X    | X    | X    | X    | X    | X    | X    | X    |
| Włochy                                 | –    | –    | X    | X    | X    | –    | –    | –    |
| Japonia                                | –    | –    | –    | X    | X    | –    | –    | –    |
| Stany Zjednoczone                      | –    | –    | –    | X    | X    | X    | X    | X    |
| Chiny                                  | –    | –    | –    | –    | –    | –    | X    | X    |

Angielski geograf Peter J. Taylor opisał geopolityczne porządki światowe jako względnie stabilne podziały władzy politycznej w skali globalnej. Uporządkował on państwa świata – i ich „kody geopolityczne” – w trójstopniowej hierarchii.
- mocarstwa światowe, których kody geopolityczne obejmują cały glob,
- mocarstwa regionalne – definiują swoje interesy szerzej niż własne granice,
- pozostałe państwa – sytuacja lokalna warunkuje niemal całkowicie ich motywy i możliwości działania.

Następnie dokonał periodyzacji XX wieku według porządków geopolitycznych. Przejście od porządku światowego w którym hegemonem była Wielka Brytania nastąpiło w latach 1904–1907. Dezintegracji hegemonii brytyjskiej towarzyszył awans Niemiec i Stanów Zjednoczonych do rangi mocarstw światowych. I i II wojna światowa były wojnami o schedę po Imperium Brytyjskim. Stany Zjednoczone w 1945–1947 stały się hegemonem światowym, lecz wyzwanie rzucił im ZSRR, po czym nastąpiło przejście do geopolitycznego porządku światowej zimnej wojny, który załamał się w latach 1989–1991, kiedy to USA pozostały najpotężniejszym państwem świata.
Amerykański politolog Randall L. Schweller, profesor Uniwersytetu Stanu Ohio, twórca „teorii równowagi interesów” wyróżnił dwie kategorie mocarstw:

1. bieguny (ang. poles) – są to państwa które mają potencjał militarny wyższy od połowy potencjału militarnego najsilniejszego państwa w systemie,

2. mniejsze mocarstwa (ang, Lesser Great Powers).
| Rok  | Liczba biegunów | Mocarstwa-bieguny                                             | Mniejsze mocarstwa                                                   |
| ---- | --------------- | ------------------------------------------------------------- | -------------------------------------------------------------------- |
| 1890 | 5               | Wielka Brytania, Stany Zjednoczone, Niemcy, Rosja, Francja    | Austro-Węgry, Włochy, Japonia                                        |
| 1900 | 4               | Wielka Brytania, Stany Zjednoczone, Niemcy, Rosja,            | Francja, Austro-Węgry, Włochy, Japonia                               |
| 1913 | 4               | Wielka Brytania, Stany Zjednoczone, Niemcy, Rosja,            | Francja, Austro-Węgry, Włochy, Japonia                               |
| 1925 | 1               | Stany Zjednoczone                                             | Niemcy, Wielka Brytania, Związek Radziecki, Francja, Włochy, Japonia |
| 1934 | 2               | Stany Zjednoczone, Związek Radziecki                          | Niemcy, Wielka Brytania, Francja, Włochy, Japonia                    |
| 1939 | 4               | Stany Zjednoczone, Związek Radziecki, Niemcy, Wielka Brytania | Francja, Włochy, Japonia                                             |
| 1941 | 3               | Stany Zjednoczone, Niemcy, Związek Radziecki                  | Wielka Brytania, Francja, Włochy, Japonia                            |
| 1950 | 2               | Stany Zjednoczone, Związek Radziecki                          | Wielka Brytania, Niemcy Zachodnie, Francja, Japonia                  |
| 1980 | 2               | Stany Zjednoczone, Związek Radziecki                          | Japonia, Niemcy Zachodnie, Wielka Brytania, Francja,                 |

Podobny podział przyjęto sporządzając listę głównych mocarstw i pretendentów do hegemonii globalnej w latach 1895–1985.
| Państwo                         | główne mocarstwo                 | globalny pretendent |
| ------------------------------- | -------------------------------- | ------------------- |
| Austro-Węgry                    | 1895–1918                        | –                   |
| Francja                         | 1895–1940 1945–1985              | 1895–1940           |
| Wielka Brytania                 | 1895–1985                        | 1895–1945           |
| Niemcy (w tym Niemcy Zachodnie) | 1895–1918; 1925–1945 (1965–1985) | 1895–1945           |
| Rosja/Związek Radziecki         | 1895–1917, 1922–1985             | 1895–1985           |
| Włochy                          | 1895–1943                        | –                   |
| Stany Zjednoczone               | 1895–1985                        | 1945–1985           |
| Japonia                         | 1895–1945 (1965–1985)            |                     |
| Chiny                           | 1950–1985                        |                     |

### Najsilniejsze mocarstwa świata
Według kryterium siły państwa Handbook of War Studies Two wyróżnił w 1980 roku, okresy dominacji danego mocarstwa. Jest to państwo które w danym okresie dysponowało najwyższym wskaźnikiem siły opartym na czynnikach ekonomicznych, demograficznych i militarnych.
- Imperium Osmańskie (1500–1570)
- Hiszpańskie imperium kolonialne (1570–1660)
- Francuskie imperium kolonialne (1660–1760)
- Imperium brytyjskie (1760–1917)
- Stany Zjednoczone (od 1917)

### Wielka szachownica
Zbigniew Brzeziński w swojej koncepcji Wielkiej szachownicy dzieli mocarstwa działające na obszarze Eurazji na następujące grupy. W roku 1997 sytuacja wyglądała następująco:
1. Stany Zjednoczone – jedyny globalny hegemon.
2. Globalni gracze prowadzący zaangażowaną, aktywną politykę. Należeli do nich – Francja, Niemcy, Rosja, Chiny, Indie.
3. Państwa bardzo ważne, ale mniej aktywne na arenie globalnej (ściśle regionalne): Wielka Brytania, Japonia, Indonezja.
Oprócz tych typów mocarstw zaliczył do grupy też inne ważne państwa określane jako „sworznie geopolityczne” (geopolitical pivots), o których statusie decydują położenie geograficzne oraz zasoby surowców: Turcja i Iran – które również same starają się prowadzić aktywną politykę geostrategiczną, lecz mają ograniczone możliwości, oraz Ukrainę, Azerbejdżan, Koreę Południową.
Przeczytaj również: Siła państwa

### Cztery piętra siły globalnej
Podobną jak Coehen typologię zastosował Samuel P. Huntington, według którego w 1999 r. porządek świata wyglądał następująco:
1. Mocarstwo światowe – USA, zajmujące czołową pozycję we wszystkich dziedzinach (ekonomicznej, wojskowej, dyplomatycznej, ideologicznej, technologicznej i kulturalnej) i jako jedyny kraj mające globalne interesy.
2. Mocarstwa regionalne – dominujące w ważnych strefach, których interesy i możliwości nie mają jednak zasięgu globalnego:
- w Europie – Niemcy i Francja jako „kondominium” – siła przewodząca Unii Europejskiej
- w Eurazji – Rosja
- w Azji Wschodniej – Chiny i Japonia
- w Azji Południowej – Indie
- w Azji Południowo-Wschodniej – Indonezja
- na Bliskim Wschodzie – Izrael, Turcja, Iran
- w Afryce – Nigeria i Południowa Afryka
- w Ameryce Łacińskiej – Brazylia.

3. Drugorzędne mocarstwa regionalne – o mniejszych wpływach, znajdujące się w konflikcie z dominującymi mocarstwami regionalnymi:
- Wielka Brytania wobec niemiecko-francuskiego kondominium
- Ukraina – wobec Rosji
- Japonia i Wietnam wobec Chin
- Korea Południowa wobec Japonii
- Pakistan wobec Indii
- Australia wobec Indonezji
- Arabia Saudyjska naprzeciwko Iranu
- Argentyna wobec Brazylii.

(W Afryce, nie zakwalifikowano żadnego drugorzędnego mocarstwa)
4. Na najniższym poziomie znalazły się wszystkie inne państwa, przy czym niektóre z nich są całkiem ważne, ale w globalnej strukturze mocarstwowej nie odgrywają roli porównywanej z krajami z trzech pierwszych pięter.

### Hierarchia pięciu rang
Saul Coehen opisał system międzynarodowy z roku 2003 również jako hierarchię 5 rang państw:
1. Mocarstwa globalne,
2. Mocarstwa regionalne – o wpływach regionalnych, dzielą się na trzy kategorie:
2.1. wysoka: – możliwość ingerencji poza własnym regionem,
2.2. środkowa: Indonezja, Pakistan, Egipt, Korea Południowa, Tajwan, Meksyk, Wietnam,
2.3. niska: Irak, Polska, Algieria, Tajlandia, Argentyna, Ukraina.
3. Potencjalni rywale mocarstw regionalnych: Arabia Saudyjska, Etiopia, Kuba, Angola, Syria, Chile, Kolumbia, Wenezuela, Libia, Korea Północna, Malezja, Zimbabwe, Wybrzeże Kości Słoniowej, Węgry,
4. Państwa mające wpływ jedynie na bezpośrednich sąsiadów – np. Sudan, Ekwador, Zambia, Maroko, Tunezja,
5. Państwa mające znaczenie marginalne (skupione jedynie na własnych sprawach wewnętrznych) – np. Nepal.

### Typologia mocarstw ze względu na zasięg i zakres ich działalności[31]
- mocarstwa uniwersalne, zdolne do działań w skali globalnej we wszystkich dziedzinach stosunków zewnętrznych, np. USA,
- mocarstwa selektywne, zdolne do działań w skali globalnej w jednej dziedzinie lub regionie. Dzielą się na dwie podkategorie:
  - mocarstwa sektorowe, np. Niemcy, Japonia – znaczenie globalne w dziedzinie gospodarczej,
  - mocarstwa regionalne: Francja, Chiny, Japonia, Brazylia, Meksyk.
- kraje średnie i małe – o znaczeniu co najwyżej lokalnym[32].

### Megaprzestrzenie
Koncepcja „megaprzestrzeni” (ang. megaspaces), zaproponowana została przez Prof. Antoniego Kuklińskiego w ramach cyklu badań nad rozwojem regionalnym i regionalnym porządkiem świata w XXI wieku. Autor koncepcji wskazał na atrybuty obszarów geograficznych pozwalające na definiowanie ich mianem megaprzestrzeni, obejmujące m.in. potencjał demograficzny, gospodarczy, polityczny, naukowy, kulturowy, czy militarny, rozpoznawany wyraźnie w skali globalnej. Funkcję megaprzestrzeni spełniały w 2004 roku: USA, Unia Europejska, Chiny i Indie, do tego grona niektórzy badacze dodają również Rosję i Brazylię.

### Trójpłaszczyznowa szachownica
Joseph Nye – amerykański politolog i pracownik instytucji związanych z polityką międzynarodową opisał relacje międzynarodowe z roku 2010 jako „trójpłaszczyznową szachownicę”:
1. W wymiarze geostrategicznym główną rolę pełniły Stany Zjednoczone jako supermocarstwo, pozostali to wielkie mocarstwa o aspiracjach globalnych np.: Unia Europejska, Chiny, Rosja, Japonia czy Indie.
2. W wymiarze geoekonomicznym: główną rolę odgrywała triada: Stany Zjednoczone – Unia Europejska – Azja Wschodnia (Chiny i Japonia), pozostali to transnarodowe korporacje lub międzynarodowe instytucje finansowe.
3. „Miękka siła” (soft power) – główną rolę odgrywa triada: Unia Europejska – Japonia – USA, pozostałymi są: transnarodowe korporacje, międzynarodowe instytucje finansowe, ugrupowania religijne oraz organizacje pozarządowe.

### Znaczenie Stolicy Apostolskiej
Szczególną rolę – jeśli chodzi o pozycję w stosunkach międzynarodowych w przybliżeniu równą wielkim mocarstwom – odgrywa Stolica Apostolska/Watykan, dzięki międzynarodowemu znaczeniu papieża jako głowy Kościoła Rzymskokatolickiego, a także wpływowej dyplomacji.

## Status mocarstwa według organizacji międzynarodowych

### Stali członkowie RB ONZ
Na podstawie art. 23 i 27 Karty Narodów Zjednoczonych status mocarstwa przysługuje stałym członkom Rady Bezpieczeństwa ONZ mającym prawo weta, zaliczają się do nich:
- Chiny
- Francja
- Rosja
- Stany Zjednoczone
- Wielka Brytania

Do 1971 roku Chiny reprezentowane były w RB ONZ przez rząd Republiki Chińskiej, jednak na mocy rezolucji nr 2758 utracił on swój status na rzecz rządu Chińskiej Republiki Ludowej. Jawne zabiegi o uzyskanie podobnego uprzywilejowania prowadzą od lat 90. XX wieku: Niemcy i Japonia, jako państwa przegrane w II wojnie światowej.

### G-13
Innym gremium zrzeszającym kraje określane mianem mocarstw jest G8+5, zwana inaczej G-13. W jej skład wchodzą państwa uczestniczące w obradach grupy G8 – 8 najbardziej wpływowych państw świata:
- Francja
- Japonia
- Kanada
- Niemcy
- Rosja
- Stany Zjednoczone
- Wielka Brytania
- Włochy

oraz 5 wschodzących potęg gospodarczych:
- Brazylia
- Chiny
- Indie
- Meksyk
- Republika Południowej Afryki